# Nadracjonalność
Nadracjonalność – pojęcie wprowadzone do teorii gier przez Douglasa Hofstadtera w felietonach zebranych w książce Metamagical Themas. Polega na zakładaniu, że przeciwnik przeprowadza identyczne rozumowanie jak my i szukaniu strategii, która daje najlepsze wyniki przy tym założeniu.

## Dylemat więźnia
W najbardziej klasycznej grze dla dwóch graczy, dylemacie więźnia, oszukanie przeciwnika daje zawsze lepszy wynik niż współpracowanie z nim, niezależnie od tego, jaką strategią posługuje się przeciwnik. Dlatego jedyną równowagą Nasha jest sytuacja, gdy obaj gracze zawsze oszukują. Gracz grający racjonalnie będzie zatem oszukiwał.
Gracz nadracjonalny zakłada, że drugi gracz będzie stosował tę samą strategię co on. Ponieważ sumaryczny zysk dwóch graczy jest maksymalny, gdy obaj współpracują, współpracowanie daje też największy zysk dla gracza nadracjonalnego. W ten sposób dwaj gracze nadracjonalni będą zawsze współpracować, zyskując więcej niż dwaj racjonalni.

## Strategie probabilistyczne
W dylemacie więźnia optymalna nadracjonalna strategia jest czysta (zawsze współpracuj). W ogólności taka strategia może wymagać dokonania losowania (tzw. strategia mieszana).
Przykładowo rozważmy następującą grę:
W grze bierze udział 20 graczy. Każdy z nich może wysłać dowolną liczbę losów na loterię. Losy nic nie kosztują, ale wygrana w loterii będzie wynosiła 1 000 000 $ podzielone przez liczbę przysłanych losów. Ta wygrana zostanie następnie rozlosowana wśród przysłanych losów.
Ta gra nie ma żadnej równowagi Nasha – każdy gracz racjonalny będzie się starał wysłać jak największą liczbę losów po to, aby zwiększyć swój oczekiwany zysk. W efekcie wygrana może osiągnąć dowolnie małą wartość.
Strategia nadracjonalna będzie się starała zminimalizować oczekiwaną liczbę przysłanych losów. Można obliczyć, że każdy gracz nadracjonalny przyśle jeden los z prawdopodobieństwem p=1/20, a z prawdopodobieństwem q=19/20 nie wyśle ani jednego. Oczekiwany zysk takiego gracza (jeśli wszyscy gracze są nadracjonalni) będzie wynosił 50 000 $.

## Zakładanie nadracjonalności
Jeśli gracz nadracjonalny gra przeciwko graczowi racjonalnemu, zwykle przegra. Jeśli nie wiadomo, czy przeciwnik gra w sposób nadracjonalny, czy nie, można rozważać mieszane meta-strategie: zakładające, że przeciwnik z pewnym prawdopodobieństwem gra w sposób nadracjonalny, z pewnym prawdopodobieństwem w sposób racjonalny itp.
Przykładowo można rozważać dylemat więźnia, w którym zysk obu współpracujących graczy wynosi 100, a bonus za oszukanie (i pozbawienie przeciwnika całej tej wygranej) wynosi 1. Jeśli zakładamy, że każdy z graczy jest nadracjonalny z prawdopodobieństwem {\displaystyle p,} oczekiwana wygrana wynosi {\displaystyle 100p} przy założeniu nadracjonalnej strategii współpracuj i 1 przy założeniu strategii oszukuj. O ile {\displaystyle p>0.01,} optymalną strategią będzie współpraca.

## Rzeczywiste eksperymenty
Na przykładzie wielu gier można pokazać, że ludzie nie stosują dokładnie strategii racjonalnych. Przykładem może być dylemat podróżnika. Nadracjonalność jest jednym z możliwych wytłumaczeń bardziej odpowiadającym rzeczywistemu zachowaniu. Choć ludzie nie stosują również dokładnie strategii nadracjonalnych, można wyjaśniać ich zachowanie jako mieszanie tych dwóch meta-strategii. Jest to jednak hipoteza trudna do zweryfikowania i obecnie nie jest uznawana za kanoniczne wytłumaczenie.